# Epipholis assiniensis
Epipholis assiniensis är en skalbaggsart som beskrevs av Moser 1917. Epipholis assiniensis ingår i släktet Epipholis och familjen Melolonthidae. Inga underarter finns listade i Catalogue of Life.